# Еміратська офісна вежа
Еміратська офісна вежа (англ. Emirates Office Tower) — це 54-поверхова офісна будівля в місті Дубай, ОАЕ. З'єднаний з 56-поверховим Jumeirah Emirates Towers Hotel. Разом вони складають комплекс «Emirates Towers», але Emirates Office Tower вище, ніж Jumeirah Emirates Towers Hotel. Висота будівлі складає приблизно 354 метри. Станом на 2015 Вежа є 29-м за висотою будинком в Азії та 38-м за висотою у світі.